# Carex illota
Carex illota är en halvgräsart som beskrevs av Liberty Hyde Bailey. Carex illota ingår i släktet starrar, och familjen halvgräs. Inga underarter finns listade i Catalogue of Life.